# Cotoneaster bisramianus
Cotoneaster bisramianus är en rosväxtart som beskrevs av Gerhard Klotz. Cotoneaster bisramianus ingår i släktet oxbär, och familjen rosväxter. Inga underarter finns listade i Catalogue of Life.